# Glenea hauseri
Glenea hauseri é uma espécie de escaravelho da família Cerambycidae.